# Saint-Beauzély
Saint-Beauzély (occitanska: Sent Bausèli) är en kommun i departementet Aveyron i regionen Occitanien i södra Frankrike. Kommunen ligger  i kantonen Saint-Beauzély som ligger i arrondissementet Millau. År 2022 hade Saint-Beauzély 575 invånare.

## Befolkningsutveckling
Antalet invånare i kommunen Saint-Beauzély
Referens: INSEE